# پسته مکزیکی
پسته مکزیکی (نام علمی: Pistacia mexicana) نام یک گونه از سرده پسته است.